# Fernando Pérez
Fernando Pérez Íñiguez (ur. 16 maja 1995 w Tepatitlán de Morelos) – meksykański piłkarz występujący na pozycji pomocnika, trener piłkarski.